# آسانا

حرکت‌های یوگا

به تمرینات اصلی و وضعیت‌های یوگا «آسانا» (Asana) گفته می‌شود.
آساناهای یوگا شامل حرکات کنترل‌شده بدن در وضعیت‌های مختلف، با تأکید بر هوشیاری نفس، تمرکز حواس می‌باشد. برخی آساناها ثابت هستند و برای مدتی نگه داشته می‌شوند، در حالی که برخی دیگر شامل حرکت و جریان هستند. هر آسانا فواید جسمی و روحی منحصر به فرد خود را دارد و تمرین آسانا برای کشش و تقویت بدن، بهبود انعطاف‌پذیری، تعادل و هماهنگی و ارتقای سلامت کلی بدن طراحی شده‌اند.
آساناها اغلب حرکات کششی هستند و با مکث و تنفس عمیق انجام می‌شوند. به همین دلیل در هنگام انجام آساناها برخلاف تمرینات ورزشی معمول، اسید لاکتیک زیادی در ماهیچه‌ها جمع نمی‌شود. (دائرةالمعارف یوگا ص۲۴)
از نظر جسمی، آسانا ابزاری است برای رسیدن به تعادل، قدرت سالم، هماهنگی، وسعت دادن به دامنهٔ حرکات و چالاکی اعضاء بدن. بسیاری از حالات و طرز قرارگیری بدن در یوگا بر اساس شکل کلی شان نام گذاری شده‌اند.

## تاریخچه
یوگا بیش از ۵۰۰۰ سال در هند قدمت دارد که اولین شواهد تمرین‌های یوگا در تمدن دره ایندوس است. اولین اشاره‌ها به آساناهای یوگا در متن هند باستانی، ریگودا ذکر شده‌است که قدمت ریگودا به حدود ۱۵۰۰ سال قبل از میلاد برمی گردد و شامل توصیفی از وضعیت‌ها و تمرینات تنفس در جهت پاکسازی بدن و ذهن و آماده شدن برای مدیتیشن می‌باشد.
تاریخچهٔ آسانا در یوگا به هند باستان بازمی‌گردد، جایی که در ابتدا به عنوان یک شکل از مدیتیشن و تمرینات روحانی مورد تمرین قرار می‌گرفت. بازنویسی‌های قدیمی‌ترین نوشته‌های یوگا به سده‌های پیش از میلاد برمی‌گردد و در بین آن‌ها کتاب‌های ودا به‌شمار می‌آیند که بین ۱۵۰۰ تا ۵۰۰ سال پیش به زبان سانسکریت نگاشته شده‌اند. آساناها به مرور زمان از طریق مشاهده حیوانات و طبیعت، و همچنین از طریق تلاش و خطا توسط یوگی‌های باستانی توسعه یافته‌اند.

### در قرن بیستم
آسانا در قرن بیستم به‌عنوان تمرینی جداگانه در جهان غرب معرفی شد و با معرفی یوگا به گروه گسترده‌تری از مردم، محبوبیت بیشتری پیدا کرد. از آن زمان به بعد، تمرین آسانا به عنوان یک شکل محبوب از ورزش و آرامش بخشی شناخته شده‌است و انواع و اقسام مختلفی از یوگا در سراسر جهان تمرین می‌شود.
با گذشت زمان، تمرین آساناهای یوگا فراتر از هند گسترش یافت و اولین مدرسه یوگا در اواخر قرن نوزدهم در ایالات متحده افتتاح شد. در قرن بیستم، آساناهای یوگا به‌طور فزاینده ای در غرب محبوب شدند و سبک‌ها و رویکردهای مختلفی در آن ظهور کردند. 

## سطوح مختلف آساناهای یوگا
در تمرین یوگا، معمولاً چهار سطح مختلف آسانا وجود دارد که بر اساس تجربه، توانایی بدنی و سطح مهارت تمرین‌کننده است.

#### آساناهای سطح مقدماتی
شامل آساناهای ساده و پایه می‌باشند که برای مبتدیان و کسانی که تازه‌وارد یوگا، مناسب هستند. آساناهای سطح پایه معمولاً بر روی استحکام، انعطاف‌پذیری تمرکز می‌کنند. 

#### آساناهای سطح متوسط
این آساناها نسبت به آساناهای سطح پایه چالش برانگیزتر هستند و به قدرت، انعطاف‌پذیری و تعادل بیشتری نیاز دارند معمولاً بر روی وضعیت‌های پایه‌ای که در کلاس‌های سطح مبتدی آموخته می‌شوند و می‌توانند چالش‌برانگیز باشند، ایجاد می‌کنند، اما فرصتی برای تعمیق تمرین و کشف احتمالات جدید نیز ارائه می‌دهند. 

#### آساناهای سطح پیشرفته
این آساناها چالش برانگیزترین هستند و به مهارت، قدرت و انعطاف‌پذیری بالایی نیاز دارند. این وضعیت‌ها معمولاً در کلاس‌های سطح مبتدی یا متوسط آموزش داده نمی‌شوند. 

#### آساناهای فوق پیشرفته
این آساناها پیشرفته‌ترین و پیچیده‌ترین وضعیت‌ها هستند که به تسلط بر جنبه‌های فیزیکی و ذهنی یوگا نیاز دارند. اغلب شامل انعطاف‌پذیری، قدرت و تعادل شدید هستند و معمولاً توسط یوگی‌های با تجربه انجام می‌شوند.

## فواید آسانا
- افزایش انعطاف‌پذیری: آساناهای یوگا شامل کشش ماهیچه‌ها و مفاصل است که می‌تواند به بهبود انعطاف‌پذیری و دامنه حرکت کمک کند.
- افزایش قدرت: بسیاری از آساناهای یوگا به شما نیاز دارند که وزن بدن خود را در موقعیت‌های مختلف نگه دارید، که می‌تواند به تقویت عضلات شما کمک کند.
- کاهش استرس و اضطراب: آساناهای یوگا از تکنیک‌های تنفسی استفاده می‌کنند که می‌تواند به آرامش ذهن و کاهش استرس و اضطراب کمک کند.
- بهبود سلامت کلی: تمرین آساناهای یوگا می‌تواند گردش خون را بهبود بخشد، سیستم ایمنی بدن را تقویت کند، فشار خون را کاهش دهد و هضم را بهبود بخشد.
- افزایش ذهن آگاهی: تمرکز بر تنفس و حضور در لحظه در طول آساناهای یوگا می‌تواند به بهبود ذهن آگاهی کمک کند و حس آرامش را به ذهن بیاورد.